# تثبيط العضة

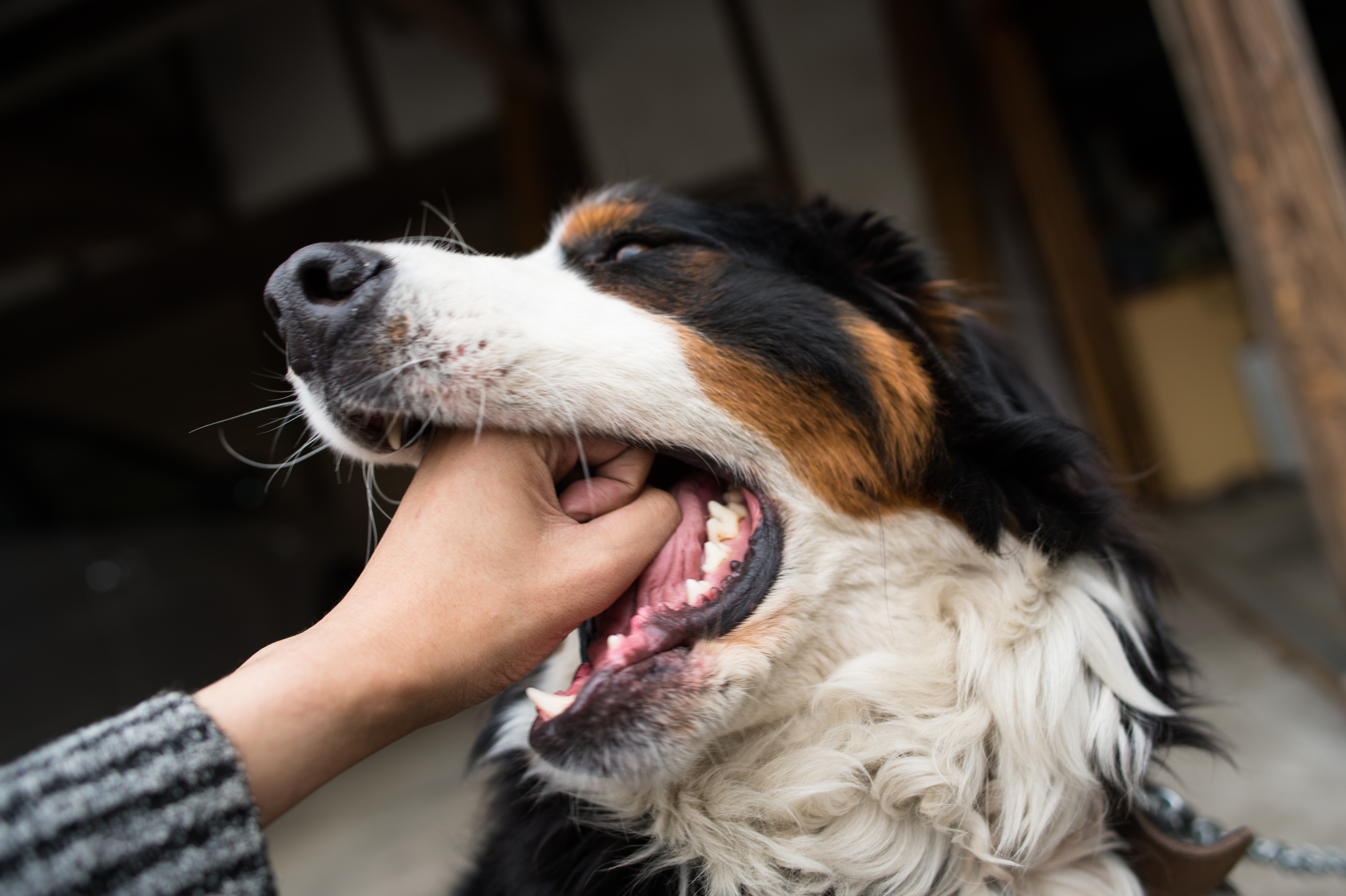
كلب مدرب يداعب صديقته

تثبيط العضة ، والتي يشار إليها أحيانا باسم الفم الناعم (وهو مصطلح له أيضا معنى واضح)، هو سلوك في الحيوانات آكلات اللحوم (الكلاب والقطط، الخ) حيث يتعلم الحيوان إمكانية تعديل قوة لدغته. وهو عامل مهم في التنشئة الاجتماعية للحيوانات الأليفة.
يتعلم الحيوان عادةً تثبيط لدغته كجزء من سلوكيات اللعب، عندما يكون الحيوان لا يزال مع الأم والأشقاء: من خلال عض بعضهم البعض أثناء اللعب، والحيوانات الصغيرة تعلم أن عض رفيق بقوة يؤدي إلى إنهاء اللعب.
تثبيط العضة عامل مهم في التنشئة الاجتماعية للحيوانات الاليفة لأن العديد من السلالات لا تمتلك في حد ذاتها القدرة على رصد قوة لدغاتهم. بالإضافة إلى دورها في الترويض، تثبيط العضة أيضا جزء كبير من تطور التسلسل الهرمي الهيمنة في الحيوانات البرية مثل الذئاب. 

## تطور تثبيط العضة في الكلاب العصرية
الكلاب الحديثة تتعلم تثبيط العضة لنفس السبب الذي فعلوه أسلافهم الذئاب: من أجل إنشاء تسلسل هيمنة فعال. انها تعطي طمأنينة في مجموعات كبيرة عندما يعرف كل فرد مكانه. ويمكن تشكيل تسلسل الهيمنة في مجموعات من الكلبيات من خلال إظهار مكثف للعدوانية. غير أن هذا النوع من التنافس على الهيمنة لم يلاحظ إلا في التجمعات القسرية للذئاب الأسيرة. في البرية، وهذا الاتجاه هو الأقل شيوعا، كما أن الذئاب تميل إلى الأُسر بدلا من البالغين غير المرتبطين. وبالتالي، فإن غوريلا ألفا من الذكور والإناث من الممكن ببساطة أن يكونون الآباء، وسوف يقدمون النسل بسرور، ثم، يحدث بشكل طبيعي تثبيط العضة كما تعلم الكلب عدم عض أشقائه ووالديه بقوة.

### لورنتس في مواجهة شنكل: تفسير عدوانية الكلاب
العالم النمساوي كونراد لورنتس يفسر أن الحيوان الضعيف يظهر دائمًا الجزء الأكثر ضعفا للحيوان القوي باعتباره مستسلمًا. الحيوان القوي يمكنه من الناحية النظرية قتل الضعيف على الفور، لكنه بدلا من ذلك يظهر الرحمة كغوريلا ألفا. والاستسلام كان فكرة لتقليل الخسائر للحيوان الذي يعرف أنه لا يمكن تحدي الآخر.
بعد بضع سنوات، تم تحدي هذه الفكرة من قبل رودولف شنكل، الذي يقترح معتقدات عكس معتقدات لورينز، حيث أن الكلب الضعيف إذا فتح فكيه بالقرب من رقبة الكلب القوي. حينها سيتذمر الكلب القوي وينتصب بجسمه، كما لو أنه مستعد للهجوم. ويشير شنكل إلى أن الكلب الضعيف سيثبط لدغته لإظهار أنه لا يجرؤ على لدغ القوي.

## المواد الكيميائية المشاركة في العدوانية
التستوستيرون له تأثير كبير على العدوانية في الحيوانات. تم العثور على كلاب محقونين بهرمون التستوستيرون الزائد يتعاملون بعنف، وليس مرجح تمامًا أن يثبطون لدغاتهم، وخاصة من دون تدريب مناسب.
في رصد أعداد البرية من الذئاب الرمادية، وجدت مستويات الهرمون القشري السكري في الغدة الكظرية (ه.ق.س) لتكون مرتفعة في الذئاب المهيمنة. (ه.ق.س) تؤثر على استجابات الإجهاد في الفقاريات، وإعادة توجيه الطاقة من أنظمة مثل الجهاز الهضمي والتناسلي إلى الحواس والقلب للقضاء على التهديدات الفورية.
ومع ذلك، في حين أن الزيادات على المدى القصير في (ه.ق.س) يمكن أن تكون مفيدة في ظل الإجهاد، وإن الزيادات على المدى الطويل ضارة بالصحة، كما أن (ه.ق.س) تسهم في قمع الجهاز المناعي والتناسلي، وايضًا فقدان في كتلة العضلات. وبالتالي، كونه الفرد المهيمن في حزمة لديها تكلفة عالية (وفائدة عالية)، في حين أن قبول التبعية منخفضة التكلفة منخفضة الفائدة.
الكاتيكولامينات، مثل الأدرينالين، والنورإبينفرين، والدوبامين، لها أيضا آثار عدوانية. فإن الزيادة في الكاتيكولامينات تساعد في استجابة الجسم للكر والفر من خلال زيادة تدفق الدم إلى العضلات، وتقليل حساسية الألم، وتحسين التركيز. فإن الكلاب التي تكون مع مستويات أعلى من هذه المواد الكيميائية تميل إلى أن تكون أكثر عدوانية، لأنها أكثر استعدادا للقتال.

## تدريب
يتعلم الحيوان عادةً تثبيط لدغته كجزء من سلوكيات اللعب، عندما يكون الحيوان لا يزال مع الأم والأشقاء: من خلال عض بعضهم البعض أثناء اللعب، والحيوانات الصغيرة تعلم أن عض رفيق بقوة يؤدي إلى إنهاء اللعب. هذا السلوك أمر بالغ الأهمية في وقت لاحق في الحياة، وأيضًا، عندما الكلاب تحتاج إلى الحفاظ على التسلسل الذي شيد بعناية. وبالتالي، فإن الطريقة المفيدة لتدريب جرو أو كلب لمراقبة قوة لدغته ببساطة أن تتجاهل الكلب على الفور بعد وقوع الحادث. وبهذه الطريقة، يتعلم الكلب أن العض الضار سيؤدي إلى العقاب.
الغريزة الأولى للكلب ليست اللدغ. الكلب سوف يستخدم العديد من التقنيات لوقف ما يعتبره تهديدا قبل أن يلجأ إلى العض. ولذلك، فمن المهم تجنب قمع اتصالات الكلاب الهامة مثل الزحف والتقطير. إذا كان الكلب يتعلم أن الهدير هو استجابة غير مناسبة للتهديد، ثم قد واجه الإنسان بعضة غير متوقعة عن طريق الخطأ، على سبيل المثال،  فإنك خطوت على ذيل الكلب. حتى الكلب الذي لن يعض أبدا من الغضب يمكن أن يتفاجع عندما يلتقي مع حافز مؤلم أو تهديد، لذلك التدريب في تثبيط العضة يمكن أن يكون مفيد لمنعهم من إيذاء كلب آخر أو الإنسان.